# Edmund Heuberger
Carl Edmund Heuberger (* 28. April 1883 in Aarau, Schweiz; † 9. April 1962 in Zürich) war ein schweizerischer Theaterschauspieler, Filmarchitekt, Drehbuchautor und Regisseur beim deutschen Film.

## Leben und Wirken
Heuberger kam als Vierjähriger nach Deutschland. Dort startete er im Spätsommer 1904 seine künstlerische Laufbahn als Schauspieler am Stadttheater von Lahr (Baden). Die folgenden Theaterstationen waren Herne (1906/07), Eschwege (1907/08), Großenhain (1908/09), Bautzen (1909/10), Bamberg und Leipzig (1910/11) sowie Wiesbaden (1912/13).
Zu Beginn des Ersten Weltkriegs kam Heuberger nach Berlin, wo er Kontakt zum Kino knüpfte. Anfänglich entwarf er die Filmbauten für von Richard Eichberg produzierte Dramen mit Ellen Richter in der Hauptrolle. Bei Kriegsende 1918 ließ man ihn mit dem Krimi Schirokko erstmals einen Film inszenieren, doch erst zehn Jahre darauf hatte sich der Schweizer endgültig als Regisseur durchgesetzt. In der Zwischenzeit arbeitete Heuberger als Aufnahmeleiter und verfasste mehrere Drehbücher zu den Sensations-, Abenteuer- und Zirkusfilmen Harry Piels und Eddie Polos. 1929/30 entstanden mehrere Manuskripte zu späten Stummfilmserienprodukten rund um den Abenteurer Lux (Der Mann im Dunkel, Die grüne Laterne, Pariser Unterwelt, Zweimal Lux).
Den Übergang zum Tonfilm wie ins Dritte Reich bestand der Wahldeutsche unbeschadet; 1938 entschloss sich Heuberger jedoch, dem Nationalsozialismus den Rücken zuzudrehen und kehrte nach über einem halben Jahrhundert Abwesenheit in die Schweiz zurück.
Dort realisierte er 1940 mit dem Abtreibungsdrama Dilemma einen ebenso dramatischen wie ambitionierten Stoff, mit dem Emigranten Fritz Schulz in einer Hauptrolle. Die schweizerdeutschen Dialoge schrieb Paul Altheer, die Musik Hans Haug. Der Film wurde von der neugegründeten "Gotthardfilm G.m.b.H." produziert und von Chiel Weissmann vertrieben.
Ebenfalls bei Emelka erschien 1941 der Film Das Menschlein Matthias. Heuberger war der Regisseur und die Hauptdarsteller waren u. a. Röbi Rapp, Leopold Biberti, Sigfrid Steiner und Hermann Gallinger.
Es folgten fünf weitere, allesamt im Zweiten Weltkrieg gedrehte Filme – Heimatgeschichten mit sozialem oder humoristischem Touch und Lokalkolorit. Im Alter von 60 Jahren zog sich Edmund Heuberger ins Privatleben zurück.

## Filmbauten
- 1916: Frauen, die sich opfern
- 1916: Das Skelett
- 1917: Strandgut oder Die Rache des Meeres
- 1919: Menschen
- 1919: Die Gespenster von Garden Hall
- 1919: Hungernde Millionäre
- 1920: Das Gastmahl des Satans
- 1920: Das unbewohnte Haus
- 1920: Die schwarze Spinne
- 1922: Der Höllenreiter
- 1924: Wein, Weib und Gesang
- 1924: Der Mann ohne Nerven

## Filmregie
- 1918: Sirocco
- 1919: Fiebernächte
- 1920: Die Sonne Asiens
- 1928: Diebe
- 1929: Die Halbwüchsigen
- 1929: Besondere Kennzeichen
- 1929: Ja, Ja, die Frau’n sind meine schwache Seite
- 1929: Auf Leben und Tod
- 1929: Lux, der König der Verbrecher
- 1929: Geheimpolizisten
- 1930: Der Mann im Dunkel
- 1930: Zeugen gesucht
- 1930: Pariser Unterwelt
- 1930: Die grüne Laterne
- 1930: Zweimal Lux
- 1931: Arme kleine Eva
- 1932: Der Geheimagent (Dialogregie)
- 1932: Billi schlägt sich durchs Leben (Kurzfilm)
- 1933: K 1 greift ein!
- 1934: Zimmermädchen...3x klingeln
- 1934: Das verlorene Tal
- 1935: Muckmeiers Sommerfrische (Kurzfilm)
- 1936: Wir ziehen um (Kurzfilm)
- 1936: Gepäckschein 712 (Kurzfilm)
- 1940: Ist Dr. Ferrat schuldig? (Dilemma)
- 1941: Menschlein Matthias
- 1941: Extrazug
- 1941: Der letzte Postillon von St. Gotthard
- 1942: Der Kegelkönig (De Chegelkönig)
- 1943: Postlagernd 212

## Drehbücher
- 1923: Menschen und Masken
- 1925: Schneller als der Tod
- 1925: Abenteuer im Nachtexpreß
- 1926: Der schwarze Pierrot
- 1927: Rätsel einer Nacht
- 1928: Diebe
- 1929: Die Halbwüchsigen
- 1929: Besondere Kennzeichen
- 1929: Der Mann im Dunkel
- 1931: Bobby geht los
- 1932: Der Geheimagent
- 1933: K 1 greift ein!
- 1933: Zimmermädchen...dreimal klingeln
- 1934: Das verlorene Tal
- 1936: Wir ziehen um (Kurzfilm)
- 1938: Die 100 Mark sind weg (Kurzfilm)
- 1938: Wie werd’ ich bloß die Perle los? (Kurzfilm)
- 1941: Der letzte Postillon von St. Gotthard[3]
- 1942: Der Kegelkönig (Dr Chegelkönig)
- 1943: Postlagernd 212

## Filmrolle
- 1921: Die Braut des Cowboy